# Sveržov
Sveržov é um município da Eslováquia, situado no distrito de Bardejov, na região de Prešov. Tem 5,7 km² de área e sua população em 2018 foi estimada em 620 habitantes.

## Demografia
| Ano:        | 1994 | 2004    | 2014    | 2024    |
| ----------- | ---- | ------- | ------- | ------- |
| Broj ljudi: | 444  | 511     | 580     | 677     |
| Razlika:    |      | +15,09% | +13,50% | +16,72% |

| Ano:               | 2023 | 2024   |
| ------------------ | ---- | ------ |
| Número de pessoas: | 652  | 677    |
| Diferença:         |      | +3,83% |